# Joaquín Guzmán
Pour les articles homonymes, voir Guzmán et Chapo.
Guzmán  Loera est un nom espagnol. Le premier nom de famille, en général paternel, est Guzmán ; le second, en général maternel, souvent omis, est Loera.
Joaquín Archivaldo Guzmán Loera ([ xoaˈkin aɾtʃiˈβaldo ɣusˈman loˈeɾa]) dit « El Chapo »  [el ˈt͡ʃapo] (« le trapu » en espagnol du Sinaloa), né le 4 avril 1957 dans l’État du Sinaloa (au Mexique), est un mafieux mexicain, et baron de la drogue, qui codirigea le cartel de Sinaloa, organisation spécialisée dans le trafic international de stupéfiants.
À la suite de l'arrestation de son rival Osiel Cárdenas Guillén en 2003, il s'impose comme le premier trafiquant de drogue à l'échelle mondiale et est considéré comme le « trafiquant le plus dangereux du monde » par les États-Unis.
Chaque année entre 2009 et 2011, il était classé par le magazine américain Forbes comme l'une des personnes les plus influentes et les plus puissantes au monde, classé respectivement 41e, 60e et 55e. Il était le deuxième homme le plus puissant du Mexique derrière Carlos Slim. Il fut nommé 10e personne la plus riche du Mexique et la 1 140e au monde, avec une fortune estimée à un milliard de dollars.
Le cartel de Sinaloa transporte plusieurs tonnes de cocaïne par containers de la Colombie vers les États-Unis, premier consommateur mondial, en passant par le Mexique. Le cartel contrôle également la fabrication et la distribution d'autres drogues, exportées vers les États-Unis et l'Europe.
Joaquín Guzmán est capturé une première fois en 1993 au Guatemala, puis extradé vers le Mexique où il est condamné à 20 ans de prison pour meurtre et trafic de drogue. Après avoir corrompu des gardes, il s'échappe d'une prison fédérale de sécurité maximale en 2001. Il est recherché par le Mexique, les États-Unis et Interpol. Un total de 8,8 millions de dollars sont offerts en échange d'informations menant à sa capture. Il est arrêté le 22 février 2014 par les autorités mexicaines. Il s'échappe de nouveau le 11 juillet 2015 par un tunnel de 1,5 km, creusé pour l'occasion. Il est finalement capturé une troisième fois le 8 janvier 2016 par les forces spéciales mexicaines. Extradé aux États-Unis, il est condamné à la prison à perpétuité par le tribunal de New York.

## Biographie

### Début et première arrestation
Joaquín Guzmán vient du village La Tuna de Badiraguato, commune rurale et montagneuse du Sinaloa d'où proviennent un grand nombre de trafiquants mexicains. Guzmán y grandit avec ses sœurs Armida et Bernarda et ses frères Miguel Ángel, Aureliano, Arturo et Emilio. Emilio Guzmán Bustillos, son père, est un fermier et un éleveur de bétail mais surtout un cultivateur de pavot à opium. Sa belle-sœur se marie à l'un des associés au sein du cartel de Guadalajara dans les années 1980, Juan José Esparragoza Moreno. Associé à Miguel Ángel Félix Gallardo, parrain du cartel de Guadalajara, Guzmán quitte l'organisation après l'arrestation de ce dernier en 1989, provoquée par l'affaire Enrique Camarena.
Guzmán est capturé en 1993 au Guatemala, extradé et condamné à 20 ans d'emprisonnement au Mexique pour meurtres et trafic de drogues,.

### Première évasion et baron de la drogue
En 2001, après avoir soudoyé les gardiens, il s'évade de la prison de haute sécurité de Puente Grande, dans l'État du Jalisco, où il fait la connaissance du directeur adjoint, Damaso Lopez Nunez, qui deviendra plus tard l'un de ses plus proches lieutenants,. Il est alors recherché par les gouvernements du Mexique et des États-Unis par le biais d'Interpol,. Le gouvernement fédéral des États-Unis offre 5 millions de dollars (USD) pour des informations menant à sa capture et le gouvernement du Mexique promet une récompense de 30 millions de pesos (environ 2 millions de dollars américains) pour des informations sur Guzmán. La journaliste d'investigation Anabel Hernandez assure que Guzmán a bénéficié de la complicité du gouvernement de Vicente Fox, président en fonction.
Après l'arrestation de son rival Osiel Cárdenas Guillén, du cartel du Golfe, en 2003, il devient l'un des principaux parrains du Mexique. Juan José Esparragoza Moreno, à la tête du cartel de Juárez, aurait négocié, avant 2005, une alliance entre Guzmán et Ismael Zambada García, permettant aux deux de travailler au sein du cartel de Sinaloa. Le cartel de Sinaloa introduit illégalement des tonnes de cocaïne de la Colombie en passant par le Mexique avant d'être distribuée aux États-Unis, le plus grand consommateur au monde, par des cellules réparties à travers tout le pays. Il est aussi engagé dans la production au Mexique, le trafic et la distribution en Amérique du Nord et en Europe de méthamphétamine, de cannabis et d'héroïne,.
En janvier 2005, 15 sicaires sont interpellés et incarcérés. Capturés en possession de nombreuses armes, ils sont accusés de travailler pour Guzmán dans le Tamaulipas, territoire du cartel du Golfe et de son bras armé, Los Zetas. Un mois plus tard, Nahúm Acosta Lugo, membre du Parti action nationale (PAN) et directeur des voyages du président Vicente Fox, est arrêté et détenu pendant 6 jours, avant d'être libéré faute de preuves. Acosta est accusé par le sous-procureur José Luis Santiago Vasconcelos d'être payé par Guzmán afin d'informer le cartel de Juárez des déplacements présidentiels,. Selon les accusations qui n'ont pu être prouvées, Guzmán aurait payé Acosta à travers ses intermédiaires, Arturo et Héctor Beltrán Leyva, aujourd'hui à la tête du cartel Beltrán Leyva.
Le 8 mai 2008, à Culiacán, les frères Beltrán Leyva ont ordonné l'assassinat du fils de Guzmán, « Édgar Guzmán López », ce qui a entraîné des représailles massives de Guzmán.
Selon les autorités américaines, qui ouvrent deux procès en août 2009, à Chicago et Brooklyn, contre Joaquín Guzmán, son allié Ismael Zambada García et Arturo Beltrán Leyva (en) (tué le 16 décembre 2009), entre 1990 et 2008 les trois hommes auraient fait entrer plus de 200 tonnes de cocaïne aux États-Unis et en auraient fait sortir plus de 5,8 milliards de dollars.
Depuis 2009, le magazine Forbes classe Guzmán Loera parmi les personnes les plus influentes au monde, le classant au 67e rang en 2014. En 2010, son avoir est estimé à environ un milliard de dollars américains et le même magazine le classe à la 937e place mondiale selon son avoir. Toujours selon le même magazine, il serait le « plus important baron de la drogue de tous les temps » ; la DEA affirme qu'il surpasse en influence Pablo Escobar et, en 2011, le qualifie de « parrain de l'industrie de la drogue ».
Après son évasion en janvier 2001, il devient le deuxième homme le plus recherché par le FBI et Interpol après Oussama Ben Laden. Après la mort en 2011 de ce dernier, le classement intitulé « Le nouveau 10 Most Wanted », élaboré à partir d'une liste établie par le magazine Forbes, classe Guzman à la première place.
En février 2014, au moment de son arrestation, le cartel dirigé par Guzmán exporte plus de drogues aux États-Unis que tout autre groupe de narcotrafiquants.

### Deuxième arrestation et deuxième évasion
Le 22 février 2014, la marine mexicaine arrête Joaquín Guzmán dans sa propriété à Mazatlán au Sinaloa dans le cadre d'une opération coordonnée avec la DEA des États-Unis. Aucun coup de feu n'est échangé,. La police saisit un arsenal d'une centaine d'armes à feu, deux lance-grenades, un lance-roquettes et 43 véhicules dont 19 blindés.
Durant son emprisonnement, El Chapo Guzman bénéficie de privilèges. Il a droit à des coupes de cheveux tandis que les autres prisonniers sont rasés, des visites de la part de sa femme, de sa mère et de sa fille et aussi des visites plus longues de la part de la députée Lucero Guadalupe Sanchez.
Il s'évade à nouveau le 11 juillet 2015, de la prison fédérale de haute sécurité d'Altiplano (en), à l'aide d'un tunnel de plus de 1,5 kilomètre de long creusé à 10 mètres de profondeur,. Le lendemain, la chaîne YouTube du président du Mexique Enrique Peña Nieto diffuse une vidéo en direct afin d'annoncer l'évasion du narcotrafiquant. Cette conférence de presse, effectuée par Alejandro Rubido García, le responsable de la commission de la sécurité nationale du Mexique, détaille les conditions de l'évasion du chef du cartel de Sinaloa.
Les autorités lancent alors une opération de recherche et ferment temporairement l’aéroport de Toluca.
La portée de cette évasion rocambolesque fut mondiale et décrédibilisa le gouvernement mexicain. Tout autour du globe, les chaines d'information à la télévision diffusent son évasion, comme sur la chaîne française CNews, mais aussi sur le relais d'information France 24.

### Troisième arrestation et extradition

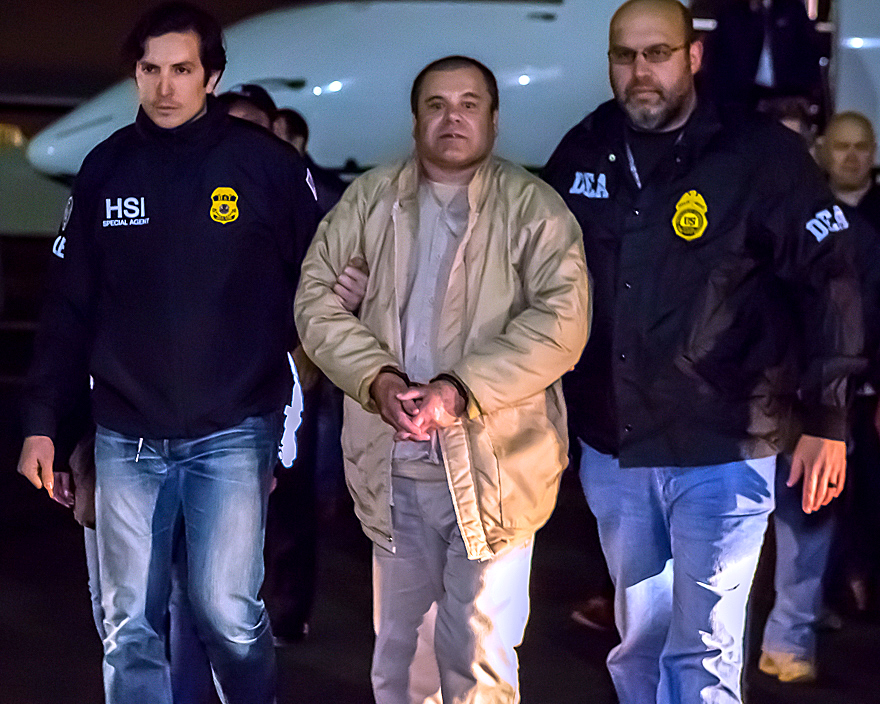
El Chapo gardé par des agents de la DEA américaine le 19 janvier 2017.

Le 8 janvier 2016, Joaquín Guzmán est repéré par les services de renseignement mexicains. En effet, les renseignements du Mexique, après avoir pris en filature l'acteur américain Sean Penn et la vedette locale Kate del Castillo, ont pu repérer la localisation du narcotrafiquant qui avait eu un entretien avec les deux acteurs. Il est interpellé par la police mexicaine dans la ville de Los Mochis. Les autorités mexicaines entrent dans la résidence du narcotrafiquant et subissent des tirs d'armes lourdes. Elles ripostent avec leurs armes et des grenades. Durant la fusillade, El Chapo parvient tout d'abord à s'échapper de son appartement par un tunnel. Finalement rattrapé par la police mexicaine, il tente de corrompre les policiers, sans succès. La nouvelle de l'arrestation de Joaquín Guzmán est annoncée par le président Enrique Peña Nieto.
Le ministère mexicain de la justice évoque également une possible extradition de Joaquín Guzmán vers les États-Unis. Le président mexicain avait jusqu'alors refusé son transfert, promettant de le juger et de l'incarcérer au Mexique. Mais sa rocambolesque évasion en juillet a porté un coup très dur à la crédibilité du gouvernement et changé la donne. Le 10 janvier 2016, des représentants d'Interpol Mexico se rendent à la prison fédérale de haute sécurité d'Altiplano (en), où le baron de la drogue mexicain est de nouveau incarcéré, pour lui signifier « deux mandats d'arrêt internationaux aux fins d'extradition à la demande de la justice des Etats-Unis d'Amérique », lançant formellement la procédure qui pourrait être longue. « Le délai moyen est d'un an, mais cela pourrait aller jusqu'à cinq ans », indique la procureur générale mexicaine Arely Gomez sur la radio Radio Formula. L'avocat d'« El Chapo » s'engage à mener un combat juridique « dur », pouvant aller jusqu'à la Cour suprême, au motif que le chef du cartel de Sinaloa risque la peine de mort aux États-Unis.

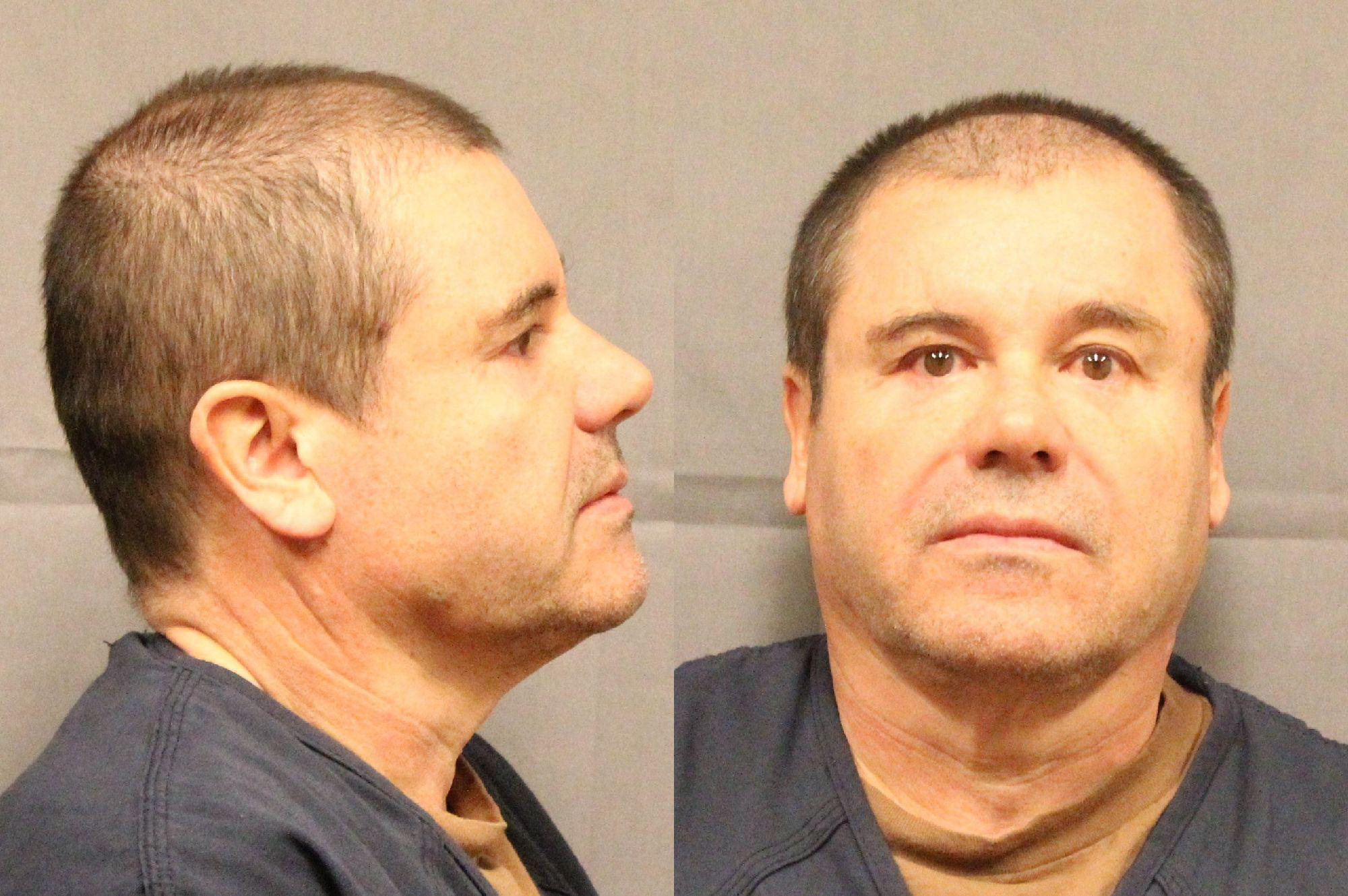
Photos d'El Chapo, de profil et de face, prises peu après son arrivée aux États-Unis.

Après un rejet de la Cour suprême, il est extradé le 19 janvier 2017 vers les États-Unis. Son procès débute le 5 novembre 2018. Le procès dure 3 mois, et fait intervenir 56 témoins dont 14 anciens membres du cartel. Guzmán lui-même refuse de témoigner. Il est accusé entre autres d'avoir codirigé le Cartel de Sinaloa durant 25 ans, (aux côtés d'Ismael «El Mayo» Zambada ), d'avoir exporté plus de 155 tonnes de cocaïne vers les États-Unis de 1989 à 2014, de trafic d’héroïne, de méthamphétamines et de fentanyl, de participation à une organisation criminelle, de conspiration pour importer et exporter de la drogue, d'utilisation d'arme à feu, de blanchiment d'argent,, et d'avoir ordonné des violences et des tortures contre des membres des cartels rivaux. Le 12 février 2019, il est reconnu coupable de tous les chefs d'accusation,.
Le 17 juillet 2019, Guzman est condamné à la prison à perpétuité plus 30 années supplémentaires par le tribunal de New York. Il est incarcéré dans la prison de haute sécurité d'ADX Florence, surnommée l’« Alcatraz des Rocheuses ».
En octobre 2019, la police mexicaine capture, puis libère Ovidio Guzmán López l'un des fils de Joaquín Guzmán après une fusillade à ciel ouvert contre le cartel. Le ministre de la Sécurité affirme que la décision de ne pas arrêter Ovidio Guzmán López a été prise pour protéger les citoyens, après des tirs nourris. De violents affrontements avaient éclaté dans la ville mexicaine de Culiacán, où des hommes armés masqués avaient dressé des barricades en feu et échangé des coups de feu avec les forces de sécurité après son arrestation. Ovidio Guzman est finalement à nouveau arrêté le 5 janvier 2023 à Culiacán, ce qui provoque de nouveau de multiples fusillades. 
Les États-Unis offraient cinq millions de dollars pour la capture de chacun des quatre fils de Joaquin « El Chapo » Guzman (Ovidio Guzmán López, Joaquin Guzmán-López, Ivan Archivaldo Guzmán-Salazar et Jesus Alfredo Guzmán-Salazar).
Le 6 septembre 2022, Guzmán demande « l'annulation de la condamnation, la tenue d'un nouveau procès ou la programmation d'une audition de témoins, affirmant avoir été privé du droit à l'assistance d'un avocat »,.
Son épouse, Emma Coronel Aispuro, est arrêtée en février 2021 à l'aéroport de Washington DC et condamnée à trois ans de prison,.

## Divers
À la suite de l'incarcération à la prison fédérale de haute sécurité d'Altiplano (en) de El Chapo, un étudiant en psychologie aurait réalisé des tests lui attribuant un quotient intellectuel de 138.
En 2011, le magazine Forbes le fait figurer à la cinquante-cinquième place dans sa liste des cent personnes les plus influentes du monde, alors même que le président mexicain Felipe Calderón n'y figure pas.
D'après la justice américaine, Joaquin "El Chapo" Guzman aurait versé des millions de dollars de pots-de-vin au président du Honduras Juan Orlando Hernandez (Parti national), en échange d'une protection pour exporter de la cocaïne vers les États-Unis.
Sans protection policière personnelle, le juge fédéral mexicain chargé de l'affaire, Vicente Bermudez, est assassiné le 17 octobre 2016.

## Famille
El Chapo peut avoir engendré au moins 15 enfants avec ses épouses et maîtresses.
- Alejandrina María Salazar Hernández, épouse Guzmán en 1977.
  - César Guzmán Salazar
  - Ivan Archivaldo Guzmán Salazar, alias « El Chapito », a été arrêté à Guadalajara pour blanchiment d'argent, le 15 février 2005[55]. Il est libéré en avril 2008 après qu'un juge fédéral mexicain, Jesús Guadalupe Luna, ait statué qu’il n’y avait aucune preuve que son argent provenait de la drogue, si ce n’est qu'il était le fils d'un baron de la drogue[56],[57]. Le 5 avril 2012, le juge d'appel Jesus Guadalupe Luna et le juge de district Efrain Cazares sont relevés de leurs fonctions, soupçonnés d'irrégularités non spécifiées dans leurs décisions, y compris la décision de Luna de libérer Ivan Archivaldo Guzman Salazar mais également Sandra Ávila Beltrán une nièce de Miguel Ángel Félix Gallardo[56].
  - Jesús Alfredo Guzmán Salazar alias « El Gordo » (« Le gros »)
  - Alejandrina Gisselle Guzmán Salazar
- Estela Peña de Nayarit, employée de banque. Pas d'enfants
- Griselda López Pérez, épouse Guzmán vers 1985. Elle est arrêtée en 2010 à Culiacán.
  - Griselda Guadalupe Guzmán López
  - Joaquín Guzmán López, arrêté le 25 juillet 2024 au Texas, avec Ismael « El Mayo » Zambada.
  - Edgar Guzmán López, mort après une embuscade en 2008 sur le parking d'un centre commercial, à Culiacán.
  - Ovidio Guzmán López, arrêté le 5 janvier 2023 et extradé vers les États-Unis.
- Emma Coronel Aispuro (en), ancienne reine de beauté, épouse Guzmán en novembre 2007. Elle est arrêtée à l'aéroport international de Dulles le 22 février 2021.
  - Emali Guadalupe Guzmán Coronel, jumelle, née le 15 août 2011 à l'hôpital Antelope Valley de Lancaster, en Californie.
  - Maria Joaquina Guzmán Coronel, jumelle, née le 15 août 2011 à l'hôpital Antelope Valley de Lancaster, en Californie.

Le nom de Guzmán a été omis sur les certificats de naissance des enfants parce que le département d’État américain offrait une prime de cinq millions de dollars pour sa capture. Elles ont toute les deux la citoyenneté américaine. Les enfants résident dans l'État natal d'El Chapo, Sinaloa, aux côtés des membres de la famille de Coronel.

Le beau-père de  Guzmán, Inés Coronel Barreras (en), a été capturé dans l'État de Sonora, le 1er mai 2013 par les autorités mexicaines à Agua Prieta.

## Filmographie

### Télévision
Une série télévisée inspirée de son histoire nommée El Chapo est diffusée sur Netflix depuis 2017. L'acteur Marco de la O, jouant El Chapo, viendra à son procès aux États-Unis pour l'observer et s'en inspirer.
En 2018, Narcos: Mexico, une série annexe à Narcos, met en scène la rencontre entre El Chapo, et Miguel Ángel Félix Gallardo, parrain du cartel de Guadalajara.

## Littérature
Douglas Century et Andrew Hogan , respectivement journaliste et agent de la DEA, publient en avril 2018 le livre El Chapo, la traque (publié en anglais sous le titre Hunting El Chapo, éditeur : HarperCollins ), ils y font le récit des opérations conjointes entre les forces militaires mexicaines et la DEA qui aboutissent en 2016 à l'arrestation de Joaquin Guzman.

### Citations originales
1. ↑  (en) « biggest drug lord of all time »
2. ↑  (en) « the godfather of the drug world »